# Кварна Сото
Кварна Сото (итал. Quarna Sotto) је насеље у Италији у округу Вербано-Кузио-Осола, региону Пијемонт.
Према процени из 2011. у насељу је живело 420 становника. Насеље се налази на надморској висини од 794 м.

## Становништво
| 1931. | 1936. | 1951. | 1961. | 1971. | 1981. | 1991. | 2001. | 2011. |
| ----- | ----- | ----- | ----- | ----- | ----- | ----- | ----- | ----- |
| 927   | 888   | 765   | 696   | 607   | 527   | 475   | 427   | 420   |